# マイク・ガーシュ
マイケル・ガーシュ（Michael Girsch）は、MLBのセントルイス・カージナルスのゼネラルマネージャー （GM）（2017年6月 - ）。

## 来歴
イリノイ州生まれ。ノートルダム大学では数学の学士を取得している。大学卒業後は主要コンサルティングファームの１つであるボストン・コンサルティング・グループで格付け部門で働いていた。2005年にMLBでの職を求めて、MLBのドラフト指名を格付けした学術論文を作って各チームに送ると、その論文が当時セントルイス・カージナルスのGM補佐であったジョン・モゼリアクの目に留まり、2006年にアマチュアスカウトのコーディネイターとして採用される。2008年には新設のベースボール・ディベロップメント部門のディレクターに就任し、最新のデータを使った解析を行っていった。2011年にはGM補佐に就任した。
2017年6月にはGMに就任した。